# Табашников, Иван Григорьевич
Иван Григорьевич Табашников (1844—1913) — русский юрист-правовед.
Учился во 2-й Одесской гимназии, но не закончив 6-й класс, в 1860 году поступил в Ришельевский лицей; в 1863 году оставил и лицей. Безуспешно пытался поступить в высшее учебное заведение: сначала в Москве, затем в Санкт-Петербурге. Занимался переводами с французского и немецкого языков, давал частные уроки. Посещал в качестве вольного слушателя юридический факультет Санкт-Петербургского университета; в 1872 году успешно сдал экзамены за полный курс наук и даже был оставлен с 1873 года при университете для приготовления к профессорскому званию.
В 1875 году был причислен к Министерству юстиции. В 1879—1882 годах служил мировым судьёй в Астрахано-Краснодарском округе.
В июне 1878 года защитил в Московском университете диссертацию на степень магистра гражданского права «Литературная, музыкальная и художественная собственность с точки зрения гражданского права и по постановлениям законодательств: Северной Германии, Австрии, Франции, Англии и России».
В 1882—1887 годах преподавал в Демидовском юридическом лицее в Ярославле — в качестве экстраординарного профессора кафедры римского права; в 1887—1898 годах был на такой же должности в Новороссийском университете в Одессе.
В 1892 году неудачно защищал на юридическом факультете Харьковского университета в качестве докторской диссертации своё сочинение «Прошлое векселя» (Одесса, 1891).
С 1898 по 1906 год был экстраординарным профессором Томского университета; организовал в нём юридический факультет и стал его первым деканом (1898—1902). По прошению был уволен их университета в августе 1906 года.

## Источник
- Волков В. А., Куликова М. В., Логинов В. С. Московские профессора XVIII — начала XX веков. Гуманитарные и общественные науки. — М.: Янус-К, 2006. — С. 235. — 2000 экз. — ISBN 5—8037—0318—4.